# 罗伯特·W·麦克切斯尼
罗伯特·沃特曼·麦克切斯尼（1952年12月22日—2025年3月25日）是美国伊利诺伊大学厄巴纳-香槟分校传播学系教授（Gutgsell Endowed Professor）。 他擅长传播的历史和政治经济，以及媒体在民主和资本主义社会中的作用。他联合创办了Free Press， 一个全国媒体改革组织。2002-12年，他每周日下午在WILL-AM电台主持“媒体事务”， 一个每周广播节目。

## 背景和教育
麦克切斯尼出生于俄亥俄州的克利夫兰，《本周杂志》广告推销员塞缪尔·帕克·麦克切斯尼和护士埃德娜·玛格丽特·“梅格”（麦考克尔）·麦克切斯尼的儿子。 在华盛顿州奥林匹亚长青州立大学，他学习历史和政治经济学。 大学毕业后，他曾作为合众国际社的体育特约记者，出版周报，并于1979年创办《火箭》，一个西雅图为基础的摇滚杂志，记载了20世纪80年代末和90年代西雅图摇滚乐的诞生。

## 观点

### 美国媒体
麦克切斯尼认为，“放松管制的媒体”是一个误导，媒体是政府批准的寡头垄断，由几个高利润的公司实体拥有。他们有立法影响并控制新闻报道，扭曲公众对媒体问题的理解。

### 健康新闻业
麦克切斯尼的文章《告别新闻业》强调，目前美国的媒体系统正在恶化，而这种自由落体威胁到民主制度本身。在文章中他强调了什么是学者认为是健康新闻业的主要特征。“作为整体的媒体系统使公民现实期望的新闻业成为现实是有必要的。”